# ZPBP2
ZPBP2 (англ. Zona pellucida binding protein 2) – білок, який кодується однойменним геном, розташованим у людей на 17-й хромосомі. Довжина поліпептидного ланцюга білка становить 338 амінокислот, а молекулярна маса — 38 652.
| 10         |  | 20         |  | 30         |  | 40         |  | 50         |
| ---------- |  | ---------- |  | ---------- |  | ---------- |  | ---------- |
| MMRTCVLLSA |  | VLWCLTGVQC |  | PRFTLFNKKG |  | FIYGKTGQPD |  | KIYVELHQNS |
| PVLICMDFKL |  | SKKEIVDPTY |  | LWIGPNEKTL |  | TGNNRINITE |  | TGQLMVKDFL |
| EPLSGLYTCT |  | LSYKTVKAET |  | QEEKTVKKRY |  | DFMVFAYREP |  | DYSYQMAVRF |
| TTRSCIGRYN |  | DVFFRVLKKI |  | LDSLISDLSC |  | HVIEPSYKCH |  | SVEIPEHGLI |
| HELFIAFQVN |  | PFAPGWKGAC |  | NGSVDCEDTT |  | NHNILQARDR |  | IEDFFRSQAY |
| IFYHNFNKTL |  | PAMHFVDHSL |  | QVVRLDSCRP |  | GFGKNERLHS |  | NCASCCVVCS |
| PATFSPDVNV |  | TCQTCVSVLT |  | YGAKSCPQTS |  | NKNQQYED   |  |            |

A: Аланін

C: Цистеїн

D: Аспарагінова кислота

E: Глутамінова кислота

F: Фенілаланін

G: Гліцин

H: Гістидин

I: Ізолейцин

K: Лізин

L: Лейцин

M: Метіонін

N: Аспарагін

P: Пролін

Q: Глутамін

R: Аргінін

S: Серин

T: Треонін

V: Валін

W: Триптофан

Задіяний у такому біологічному процесі, як альтернативний сплайсинг. 
Локалізований у цитоплазматичних везикулах.
Також секретований назовні.